# Scoparia melanomaculosa
Scoparia melanomaculosa là một loài bướm đêm trong họ Crambidae.